# Лазаревићев знак
Лазаревићевје знак један је од најстаријих дијагностичких знакова који се користи за хернију диска. Данашњи појам Лазаревићевог знака углавном се везује само за радњу пасивног савијања испружене ноге ка трупу у лежећем положају, док Лазаревићев опис поред тога обухвата још три радње у које спадају флексија трупа ка ногама у стојећем и седећем положају, као и гурање ноге савијене у колену ка горњем делу тела док пацијент лежи. Такође, др Лаза Лазаревић описује бол услед ишијаса, сматрајући да основни узрок његовог настанка представља истезање нерва приликом покрета.

## Етимологија и историја
У литератури  Лазаревићев знак, је тако назван по српском лекару Лази К. Лазаревићу, који га је први применио и описао 1880. године, а изводи се тако: да болесник лежи на леђима, а лекар покушава његову испружену ногу подигнути од подлоге. (која се нормално диже безболно до 90°, уз осећај напетости испод колена). Међутим, код ишијаса, подизање ноге изазива бол у леђима и нози дуж ишијадичног нерва. Код једностраног ишијаса, бол је углавном ограничен на захваћену ногу. Када је притисак на нервни корен висок, бол на захваћеној страни може се још више повећати ако се здрава нога подигне.
У англо-америчкој литератури Лазаревићев знак има назив:
- дизање испружене ноге (енг. straight-leg raising test),

- Ласегуеов знак, по француском лекару Ернесту Ласегуеу, који је 1864. године открио знак  је сличан Лазаревићеву, а изводи се тако: да болесник лежи на леђима, коИјена и кукови су савијени до 90 °, а затим се кољена полако испруже, што изазива бол ако болесник има исхијас, односно ако хернија притишће на коријен живца. Ласегуе, све до своје смрти 1883. године није никада објавио ништа о овом знаку. Први опис Ласегуе-овог знака дат је 1881. године у Паризу, у докторској тези Ласегуевог ученика Ј.Ј. Форст-а, који је поменуо да је његов учитељ први скренуо пажњу на овај знак. Ипак, Форст није сматрао да бол настаје истезањем нерва већ је објаснио да бол изазива притисак мишића бутине на стабло ишијадичног нерва. Форст је навео да је то било Ласегуе-ово мишљење. Међутим, необорива је чињеница да тај чувени рад Ласегуе-а из 1864. године не садржи ништа, апсолутно ништа, о том знаку, чак ни назнаку. Како су се централна дешавања научног света у 19 веку одвијала на западу Европе, Лазаревићево откриће у првим годинама остало је непримећено, а за време за које је његов рад стигао до неуролоших форума, епоним посвећен Ласегу се већ скоро у потпуности одомаћио.[1]

Занимљиво је да је на ту чињеницу први упозорио амерички неуролог Роберт Вартенберг у својој књизи и препоручио да не би требало употребљавати општеприхваћени назив по Ласегуеов знак већ по Лазаревићу Лазаревићев знак. 
Како би се исправила ова неправда можда би праведније било овом знаку дати епоним  Лазаревић-Ласегуе-ов знак, имајући у виду да је Лазаревић  не само први 1880. описао знак подизања испружене ноге већ је дао и тачно објашњење.

## Опште информације
Механизам Лазаревићевог знака објашњава се чињеницом да једнострано подизање ноге изазива истезање кауде еквине, што изазива већи притисак испупченог диска на корен нерва. Обе ноге не би требало да се подижу истовремено, јер се цела карлица може подићи, што умањује вредност теста.
Тест је позитиван ако је угао на који је подигнута нога мањи од 90°, а због јаког притиска на корен понекад угао може бити само 10°, 20° или 30°. Позитиван Лазаревићев предзнак, за угао већи од 60°, значи да притисак није висок.
За процену Лазаревићевих симптома код  оперисаних пацијената неурохирурзи примењују четири категорије:
Апсолутни Лазаревићев знак - пацијент не може да подигне ногу или да је држи испружену чак ни под углом од само неколико степени.  Таквих пацијената обично нема.
Низак Лазаревићев знак – пацијент може да подигне ногу са хоризонталне површине под углом од 10° до 30°. Таквих пацијената јеоко 33%, а код 14% бол  је био изражен  и на здравој страни.
Средњи Лазаревићев знак – пацијент може да подигне ногу са хоризонталне површине под углом од 30° до 70°. Овај знак је најчешћи код  пацијената, и јавља се код 55% пацијената, а код 29% пацијената може биити изражен је и на здравој страни.
Висок Лазаревићев знак – пацијент може да подигне ногу под углом већим од 70°. Може бити присутан код код 12% пацијената.